# Nekrolog 3. Quartal 1957
Nekrolog
◄◄
| ◄
| 1953
| 1954
| 1955
| 1956
| 1957 | 1958 | 1959 | 1960 | 1961 | ► | ►►
1. Quartal |
2. Quartal |
3. Quartal |
4. Quartal 1957
Weitere Ereignisse | Allgemeiner Nekrolog 1957
Die Beschreibung der verstorbenen Person sollte so kurz wie möglich gehalten sein und nur deren signifikante Tätigkeit(en) enthalten.
Neue Namen ggf. auch unter dem Geburts- und Sterbedatum, also etwa unter 1. Januar und im Geburts- und Sterbejahr (2024) eintragen (nur bei entsprechender großer Wichtigkeit). Für Beispiele siehe die schon vorhandenen Artikel.
Außerdem über die fünf zuletzt Verstorbenen, zu denen es einen ausreichend guten Artikel für eine Präsentation auf der Hauptseite gibt, nach der todesbedingten Überarbeitung der Artikel ggf. auch unter Wikipedia Diskussion:Hauptseite informieren und sie am besten auch in den anderen Wikipedia-Sprachversionen eintragen. Tipp: Regelmäßig bei news.google.de nach „ist tot“, „gestorben“ oder „verstorben“ suchen.
Wenn eine Person gestorben ist, gibt es viele Seiten zu dieser Person in der Wikipedia, die davon auch betroffen sind und entsprechend aktualisiert werden müssen. Beispiele: Namenübersichtsseite, Geburtsjahr, Geburtsort-Seiten und viele mehr.
Wie finde ich die betroffenen Seiten?
Im Suchfeld auf der linken Seite gibt man den Suchbegriff so ein: „Vorname Nachname“. Dann klickt man auf Volltext und alle Seiten mit entsprechendem Suchtext werden aufgerufen. Hier sieht man dann schnell, wo auch das Todesjahr Sinn macht oder sogar ein Teil des Artikels angepasst werden muss. Auch hilft das „Werkzeug“ auf der linken Seite sehr gut, um solche Seiten aufzufinden: „Links auf diese Seite“. Somit ist die Wikipedia wieder aktuell in allen Bereichen! Hinweis: bei Eintragung der Kategorie „Gestorben JAHR“ wird der Missbrauchsfilter 49 ausgelöst, was jedoch nicht schlimm ist. Siehe: Spezial:Missbrauchsfilter/49
Dies ist eine Liste von im dritten Quartal 1957 verstorbenen bekannten Persönlichkeiten. Die Einträge erfolgen innerhalb der einzelnen Daten alphabetisch sortiert. Tiere sind im Nekrolog für Tiere zu finden.

## Juli
| Tag      | Name                                                      | Beruf, bekannt als                                                              | Alter | Beleg |
| -------- | --------------------------------------------------------- | ------------------------------------------------------------------------------- | ----- | ----- |
| 1. Juli  | August Euler                                              | deutscher Ingenieur, Unternehmer und Flugpionier                                | 88    |       |
| 1. Juli  | Ludwig von Freyen-Seyboldsdorf                            | deutscher Politiker                                                             | 86    |       |
| 1. Juli  | Fritz Gils                                                | deutscher Zeichenlehrer, Künstler und Maler                                     | 55    |       |
| 1. Juli  | Hildegard Gutzwiller                                      | Schweizer Ordensfrau und Gerechte unter den Völkern                             | 59    |       |
| 1. Juli  | Johann Rattenhuber                                        | deutscher Leiter des Reichssicherheitsdienstes und der Leibwache Adolf Hitlers  | 60    |       |
| 1. Juli  | Adolf Schütte                                             | deutscher evangelischer Pfarrer, Oberkirchenrat                                 | 78    |       |
| 1. Juli  | Karl von Spieß                                            | österreichischer Lehrer und Volkskundler                                        | 77    |       |
| 1. Juli  | Walter Gordon Wilson                                      | britischer Ingenieur                                                            | 83    |       |
| 2. Juli  | Lennart Carlsson-Askerlund                                | schwedischer Fußballspieler                                                     | 38    |       |
| 2. Juli  | Grete Dierkes                                             | österreichische Sängerin der Stimmlage Sopran sowie Schauspielerin              | 74    |       |
| 2. Juli  | Francisco Expedito Lopes                                  | brasilianischer Geistlicher und römisch-katholischer Bischof von Garanhuns      | 42    |       |
| 2. Juli  | Georg Lotz                                                | deutscher Politiker, MdV                                                        | 57    |       |
| 2. Juli  | Eugene Mercer                                             | US-amerikanischer Weitspringer und Zehnkämpfer                                  | 68    |       |
| 2. Juli  | Heinrich Peters                                           | deutscher SS-Obersturmführer im KZ Ravensbrück                                  | 66    |       |
| 2. Juli  | Rudolf Jan Slabý                                          | deutsch-tschechischer Romanist, Übersetzer und Lexikograf                       | 72    |       |
| 2. Juli  | Ladislav Zelenka                                          | tschechischer Cellist                                                           | 76    |       |
| 3. Juli  | Elisabeth Büchsel                                         | deutsche Malerin                                                                | 90    |       |
| 3. Juli  | Theodor Grau                                              | deutscher Franziskaner, Chorregent und Komponist                                | 71    |       |
| 3. Juli  | Robert Hedicke                                            | deutscher Kunsthistoriker                                                       | 82    |       |
| 3. Juli  | Rudolf Klophaus                                           | deutscher Architekt                                                             | 72    |       |
| 3. Juli  | Émile Laure                                               | französischer General                                                           | 76    |       |
| 3. Juli  | Frederick Lindemann, 1. Viscount Cherwell                 | britischer Physiker und Beamter deutscher Herkunft                              | 71    |       |
| 3. Juli  | Richard Mohaupt                                           | deutscher Komponist                                                             | 52    |       |
| 4. Juli  | Arthur J. Cummings                                        | britischer Journalist                                                           | 75    |       |
| 4. Juli  | Maria Crocifissa Curcio                                   | italienische römisch-katholische Ordensfrau und Ordensgründerin, Selige         | 80    |       |
| 4. Juli  | Terence Bernard McGuire                                   | australischer Bischof                                                           | 75    |       |
| 4. Juli  | Earl C. Michener                                          | US-amerikanischer Politiker                                                     | 80    |       |
| 4. Juli  | Leo von Prittwitz und Gaffron                             | russischer Generalmajor                                                         | 79    |       |
| 4. Juli  | Alice Ronner                                              | belgische Malerin                                                               | 99    |       |
| 4. Juli  | Judy Tyler                                                | US-amerikanische Schauspielerin                                                 | 24    |       |
| 5. Juli  | Albert Boeckler                                           | deutscher Kunsthistoriker                                                       | 65    |       |
| 5. Juli  | Theophil Frey                                             | deutscher Verwaltungsjurist                                                     | 76    |       |
| 5. Juli  | Charles Hepburn-Stuart-Forbes-Trefusis, 21. Baron Clinton | britischer Politiker (Conservative Party)                                       | 94    |       |
| 5. Juli  | Ella Müller-Payer                                         | württembergische Politikerin (DDP), MdL 1919–1920                               | 77    |       |
| 5. Juli  | Zdeněk Němeček                                            | tschechischer Schriftsteller und Dramaturg                                      | 63    |       |
| 5. Juli  | William A. Nitze                                          | US-amerikanischer Romanist und Philologe                                        | 81    |       |
| 5. Juli  | Felix Raschke                                             | deutscher Politiker (KPD/SED)                                                   | 73    |       |
| 5. Juli  | Paul Rosenius                                             | schwedischer Arzt, Ornithologe, Tierfotograf und Schriftsteller                 | 92    |       |
| 5. Juli  | Rudolf Sieck                                              | deutscher Maler                                                                 | 80    |       |
| 6. Juli  | Otto Dill                                                 | deutscher Maler                                                                 | 73    |       |
| 7. Juli  | Marie Bock                                                | deutsche Malerin                                                                | 92    |       |
| 7. Juli  | Theodor Fanta                                             | deutscher Schriftsteller, Journalist und Fotoreporter                           | 53    |       |
| 7. Juli  | Lucien Molon                                              | französischer Autorennfahrer                                                    | 74    |       |
| 7. Juli  | Walter Johannes Stein                                     | österreichischer Anthroposoph, Waldorflehrer, Heilpraktiker und Schriftsteller  | 66    |       |
| 7. Juli  | Tomoeda Takahiko                                          | japanischer Philosoph und Ethiker                                               | 80    |       |
| 8. Juli  | Otto Bayard                                               | Schweizer Arzt, Wissenschaftler und Autor                                       | 75    |       |
| 8. Juli  | Grace Coolidge                                            | US-amerikanische First Lady                                                     | 78    |       |
| 8. Juli  | Sebastian Ganser                                          | deutscher Landwirt und Landtagsabgeordneter                                     | 74    |       |
| 8. Juli  | Alfred zur Nieden                                         | preußischer Verwaltungsbeamter, Polizeipräsident, Landrat und Oberregierungsrat | 88    |       |
| 9. Juli  | Jelena Iwanowna Barulina                                  | russisch-sowjetische Botanikerin und Pflanzengenetikerin                        | 61    |       |
| 9. Juli  | Julius Billeter                                           | schweizerischer Genealoge                                                       | 87    |       |
| 9. Juli  | Alexander Fjodorowitsch Goedicke                          | russischer Musiker und Komponist                                                | 80    |       |
| 9. Juli  | Stephan Jaeggi                                            | Schweizer Komponist und Dirigent                                                | 54    |       |
| 9. Juli  | Wilhelm Meier                                             | deutscher Politiker (SPD), MdL                                                  | 69    |       |
| 9. Juli  | Günther Müller                                            | deutscher Germanist                                                             | 66    |       |
| 10. Juli | Schalom Asch                                              | jüdischer Schriftsteller und Dramatiker                                         | 77    |       |
| 10. Juli | Ernesto Chaparro                                          | chilenischer Fußballspieler                                                     | 56    |       |
| 11. Juli | Aga Khan III.                                             | indischer Fürst, Imam der Ismailiten                                            | 79    |       |
| 11. Juli | Edwin Fasching                                            | österreichischer Theologe                                                       | 48    |       |
| 11. Juli | Walter Nausch                                             | österreichischer Fußballspieler und Trainer                                     | 50    |       |
| 11. Juli | Bedřich Šupčík                                            | tschechoslowakischer Geräteturner                                               | 58    |       |
| 11. Juli | Hans von Weech                                            | deutscher General                                                               | 66    |       |
| 12. Juli | Andreas Breynck                                           | deutscher Fußballspieler und Leichtathlet                                       | 67    |       |
| 12. Juli | John Broderick                                            | kanadischer Lacrossespieler                                                     | 82    |       |
| 12. Juli | Edward Schroeder Brooks                                   | US-amerikanischer Politiker                                                     | 90    |       |
| 12. Juli | Sofja Sacharowna Fedortschenko                            | russische Krankenschwester, Schriftstellerin und Kinderbuchautorin              | 68    |       |
| 12. Juli | Abraham Frowein                                           | deutscher Textilfabrikant                                                       | 78    |       |
| 12. Juli | Vittorio Lazzarini                                        | italienischer Paläograph                                                        | 90    |       |
| 12. Juli | Max Pagenstecher                                          | Rechtsgelehrter                                                                 | 83    |       |
| 12. Juli | Jean Albert Schwarz                                       | deutscher Politiker (Zentrum), MdR                                              | 83    |       |
| 13. Juli | Wessel Ilcken                                             | niederländischer Jazz-Schlagzeuger                                              | 33    |       |
| 13. Juli | Ferdinand Nigg                                            | liechtensteinischer Politiker                                                   | 63    |       |
| 13. Juli | Anna Norrie                                               | schwedische Schauspielerin und Operettensängerin                                | 97    |       |
| 13. Juli | Robert Thoeren                                            | österreichisch-böhmischer Schauspieler, Schriftsteller und Drehbuchautor        | 54    |       |
| 13. Juli | Kurt Vespermann                                           | deutscher Schauspieler                                                          | 70    |       |
| 14. Juli | John Horton Baker                                         | britischer Autorennfahrer                                                       | 49    |       |
| 14. Juli | Adolf Friedrich Theodor von Kleist                        | deutscher Generalleutnant im Zweiten Weltkrieg                                  | 71    |       |
| 14. Juli | Herbert MacKay-Fraser                                     | US-amerikanischer Rennfahrer                                                    | 30    |       |
| 14. Juli | Ernst Stahl                                               | deutscher Architekt, Heimatforscher und Heimatschützer                          | 75    |       |
| 14. Juli | Hans Weber-Tyrol                                          | österreichischer Maler                                                          | 82    |       |
| 14. Juli | William Whitehouse                                        | britischer Autorennfahrer                                                       | 48    |       |
| 15. Juli | James M. Cox                                              | US-amerikanischer Politiker                                                     | 87    |       |
| 15. Juli | William Dassonville                                       | amerikanischer Fotograf und Papierproduzent                                     | 78    |       |
| 15. Juli | Helene Riechers                                           | deutsche Schauspielerin                                                         | 88    |       |
| 15. Juli | Hans Schwenkel                                            | deutscher Landeskonservator und Naturschützer                                   | 71    |       |
| 15. Juli | Margarete Steinborn                                       | deutsche Filmeditorin                                                           | 64    |       |
| 15. Juli | Willy de Vos                                              | niederländischer Fußballspieler                                                 | 77    |       |
| 15. Juli | Elisabeth Zellweger                                       | Schweizer Frauenrechtlerin, Journalistin und kirchliche Aktivistin              | 73    |       |
| 16. Juli | Serge Chaloff                                             | US-amerikanischer Jazzsaxophonist                                               | 33    |       |
| 16. Juli | Joseph Enseling                                           | deutscher Bildhauer und Hochschullehrer                                         | 70    |       |
| 16. Juli | Sofja Wladimirowna Korolenko                              | sowjetische Literaturwissenschaftlerin                                          | 70    |       |
| 16. Juli | Henri Pourrat                                             | französischer Schriftsteller                                                    | 70    |       |
| 17. Juli | Carl Auböck                                               | österreichischer Designer                                                       | 56    |       |
| 17. Juli | George A. Finch                                           | amerikanischer Jurist                                                           | 72    |       |
| 17. Juli | Wilhelm Greß                                              | deutscher Politiker (NSDAP)                                                     | 72    |       |
| 17. Juli | Hans Kaufmann                                             | deutscher Regisseur                                                             | 80    |       |
| 18. Juli | Johannes Böhm                                             | deutscher Gewerkschafter und Politiker (SPD), MdL, MdB                          | 67    |       |
| 18. Juli | James Bowler                                              | US-amerikanischer Politiker                                                     | 82    |       |
| 18. Juli | Iman Dozy                                                 | niederländischer Fußballspieler                                                 | 70    |       |
| 18. Juli | Theodor Fischer                                           | Schweizer Politiker der Frontenbewegung                                         | 62    |       |
| 18. Juli | Johannes Schmitz                                          | deutscher Politiker (Zentrum), MdR                                              | 88    |       |
| 19. Juli | Hans Berckemeyer                                          | deutscher Industriejurist im Bergbau                                            | 83    |       |
| 19. Juli | Carl August Endler                                        | deutscher Historiker und Archivar                                               | 63    |       |
| 19. Juli | Jacob Goedecker                                           | deutscher Flugzeugkonstrukteur                                                  | 75    |       |
| 19. Juli | Erika Giovanna Klien                                      | österreichisch-US-amerikanische Künstlerin                                      | 57    |       |
| 19. Juli | Marija Lastauskienė                                       | litauische Schriftstellerin                                                     | 85    |       |
| 19. Juli | Curzio Malaparte                                          | italienischer Schriftsteller und Journalist deutscher Abstammung                | 59    |       |
| 20. Juli | Hans Bethcke                                              | deutscher Veterinär                                                             | 68    |       |
| 20. Juli | Charles Burklin                                           | Schweizer Politiker                                                             | 75    |       |
| 20. Juli | Arthur Hagmeier                                           | deutscher Meeresbiologe                                                         | 71    |       |
| 20. Juli | Franz Mahlke                                              | deutscher Lyriker und Schriftsteller                                            | 72    |       |
| 20. Juli | Heinrich Nerge                                            | deutscher Politiker (SPD), MdL                                                  | 82    |       |
| 20. Juli | Anton Pfeiffer                                            | deutscher Politiker (BVP, CSU), MdL                                             | 69    |       |
| 20. Juli | Simon Rawidowicz                                          | deutsch-amerikanischer Philosoph                                                | 59    |       |
| 20. Juli | Emil Schipper                                             | österreichischer Opernsänger (Bariton)                                          | 74    |       |
| 21. Juli | George Dodd                                               | südafrikanischer Tennisspieler                                                  | 74    |       |
| 21. Juli | Julius Hess                                               | deutscher Maler                                                                 | 79    |       |
| 21. Juli | Robert Knorr                                              | deutscher Bildhauer und Provinzialrömischer Archäologe                          | 92    |       |
| 21. Juli | Juliane Ludwig-Braun                                      | österreichische Schriftstellerin                                                | 53    |       |
| 21. Juli | Kenneth Roberts                                           | US-amerikanischer Schriftsteller und Journalist                                 | 71    |       |
| 22. Juli | Antonio Banfi                                             | italienischer Philosoph und Marxist                                             | 70    |       |
| 22. Juli | Robert Chambers                                           | US-amerikanischer Biologe und Zellforscher                                      | 75    |       |
| 22. Juli | Otto Rennefeld                                            | deutscher Dichter und Anthroposoph                                              | 70    |       |
| 22. Juli | Rudolf Schránil                                           | deutscher Rechtswissenschaftler                                                 | 72    |       |
| 22. Juli | Mit Simms                                                 | US-amerikanischer Politiker                                                     | 83    |       |
| 23. Juli | Paul Hofmeister                                           | württembergischer Oberamtmann                                                   | 82    |       |
| 23. Juli | Carl Kostka                                               | tschechoslowakischer Politiker                                                  | 87    |       |
| 23. Juli | Kurt Slevogt                                              | deutscher Marineoffizier, zuletzt Vizeadmiral im Zweiten Weltkrieg              | 65    |       |
| 23. Juli | Maurice Sterne                                            | US-amerikanischer Grafiker, Maler und Bildhauer                                 | 78    |       |
| 23. Juli | Giuseppe Tomasi di Lampedusa                              | italienischer Schriftsteller                                                    | 60    |       |
| 24. Juli | Julius Bochmann                                           | deutscher Lehrer und Philatelist                                                | 56    |       |
| 24. Juli | Sacha Guitry                                              | französischer Schauspieler, Filmregisseur, Drehbuchautor und Dramatiker         | 72    |       |
| 24. Juli | James George Needham                                      | amerikanischer Entomologe und Limnologe                                         | 89    |       |
| 25. Juli | Adolf von Hatzfeld                                        | deutscher Schriftsteller                                                        | 64    |       |
| 25. Juli | George Jenkins                                            | australischer Politiker (South Australia)                                       | 79    |       |
| 25. Juli | Arthur Kather                                             | katholischer Geistlicher, zuletzt Kapitularvikar Ermlands                       | 73    |       |
| 25. Juli | Carl Stein                                                | deutscher Politiker und Bürgermeister der Stadt Itzehoe (1947–1949)             | 76    |       |
| 26. Juli | Guilherme Pinto Basto                                     | portugiesischer Sportfunktionär und Unternehmer                                 | 93    |       |
| 26. Juli | Carlos Castillo Armas                                     | guatemaltekischer Politiker, Präsident von Guatemala                            | 42    |       |
| 26. Juli | Ludwig Dillmann                                           | deutscher Pädagoge und Dichter                                                  | 55    |       |
| 26. Juli | Axel Ekblom                                               | schwedischer Sportschütze                                                       | 64    |       |
| 26. Juli | Hermann Albert Hesse                                      | deutscher reformierter Theologe                                                 | 80    |       |
| 27. Juli | Hans Ganz                                                 | Schweizer Autor                                                                 | 67    |       |
| 27. Juli | Karl Grein                                                | deutscher evangelischer Theologe und Mitglied der Bekennenden Kirche            | 75    |       |
| 27. Juli | Nat Patton                                                | US-amerikanischer Politiker                                                     | 76    |       |
| 27. Juli | Arno von Rehbinder                                        | deutscher Rechtsanwalt und Politiker (Zentrum), MdR                             | 77    |       |
| 27. Juli | Frederick C. Sherman                                      | Vizeadmiral der US Navy                                                         | 69    |       |
| 27. Juli | Väinö Tiihonen                                            | finnischer Skispringer                                                          | 44    |       |
| 27. Juli | Vivienne von Wattenwyl                                    | schweizerisch-britische Reiseschriftstellerin und Fotografin                    | 56    |       |
| 27. Juli | Elisabeth Zundel                                          | deutsche Frauenrechtlerin und Gewerkschafterin                                  | 82    |       |
| 28. Juli | Edith Abbott                                              | US-amerikanische Sozialwissenschaftlerin, Sozialreformerin                      | 80    |       |
| 28. Juli | Paul Dohrmann                                             | deutscher Pädagoge und Schulbuchautor                                           | 57    |       |
| 28. Juli | Mike O’Dowd                                               | US-amerikanischer Boxer, Weltmeister im Mittelgewicht                           | 62    |       |
| 29. Juli | Franz Anderle                                             | österreichischer Offizier und Amateurfunk-Pionier                               | 83    |       |
| 29. Juli | Jules Blangenois                                          | belgischer Komponist und Dirigent                                               | 87    |       |
| 29. Juli | Isaak Heinemann                                           | deutsch-israelischer Gelehrter und Religionsphilosoph                           | 81    |       |
| 29. Juli | Jannie Raak                                               | niederländische Widerstandskämpferin                                            | 35    |       |
| 29. Juli | Karl Rigal                                                | österreichischer Politiker, Landtagsabgeordneter im Burgenland                  | 69    |       |
| 29. Juli | Ricardo Rojas                                             | argentinischer Schriftsteller, Essayist, Bildungspolitiker und Pädagoge         | 74    |       |
| 29. Juli | Paul Rößler                                               | deutscher Maler und Restaurator                                                 | 84    |       |
| 29. Juli | Bruno Schäfer                                             | deutscher Bildhauer, Designer und Hochschullehrer                               | 73    |       |
| 29. Juli | Vladimir Šipčić                                           | jugoslawischer Politiker                                                        | 33    |       |
| 29. Juli | Gottfried Weimer                                          | deutscher Politiker (KPD), MdL Sachsen                                          | 66    |       |
| 30. Juli | Elga Kern                                                 | deutsche Publizistin                                                            | 68    |       |
| 30. Juli | Hellmuth von Mücke                                        | deutscher Marineoffizier, Schriftsteller und Politiker                          | 76    |       |
| 30. Juli | Iwan Nikolajewitsch Nasarow                               | russischer Chemiker                                                             | 51    |       |
| 30. Juli | Frank País                                                | kubanischer Revolutionär im Untergrund                                          | 22    |       |
| 30. Juli | Alvin Wyckoff                                             | US-amerikanischer Kameramann                                                    | 80    |       |
| 31. Juli | Solanus Casey                                             | US-amerikanischer römisch-katholischer Kapuziner und Seliger                    | 86    |       |
| 31. Juli | Sem Dresden                                               | niederländischer Komponist und Dirigent                                         | 76    |       |
| 31. Juli | Helene Funke                                              | deutsche Malerin und Graphikerin                                                | 87    |       |
| 31. Juli | Eduard Hitschmann                                         | österreichisch-US-amerikanischer Psychoanalytiker                               | 86    |       |
| 31. Juli | Quirino Majorana                                          | italienischer Experimentalphysiker                                              | 85    |       |
| 31. Juli | Emil Werz                                                 | deutscher Maler, Grafiker und Heraldiker                                        | 72    |       |
| Juli     | Edmond Garcia                                             | französischer Autorennfahrer                                                    |       |       |
| Juli     | Frederick James Killington                                | britischer Entomologe                                                           |       |       |

## August
| Tag        | Name                                        | Beruf, bekannt als                                                                                  | Alter | Beleg |
| ---------- | ------------------------------------------- | --------------------------------------------------------------------------------------------------- | ----- | ----- |
| 1. August  | Alexander Foote                             | britischer Agent und Funker                                                                         | 52    |       |
| 1. August  | Lewis Hill                                  | US-amerikanischer Pazifist, Aktivist, Journalist und Autor                                          | 38    |       |
| 1. August  | Oscar Larson                                | US-amerikanischer Politiker                                                                         | 86    |       |
| 1. August  | Hugo Paul                                   | deutscher Politiker (DNVP), MdR                                                                     | 74    |       |
| 1. August  | Paul Sombetzki                              | deutscher Politiker (CDU), MdL                                                                      | 71    |       |
| 1. August  | Hugo Suchomel                               | österreichischer Jurist und Ministerialbeamter                                                      | 74    |       |
| 1. August  | Manuel Bastos Tigre                         | brasilianischer Journalist, Schriftsteller und Bibliothekar                                         | 75    |       |
| 2. August  | Keiichi Hayashi                             | japanischer Bauingenieur                                                                            | 78    |       |
| 2. August  | Georges Hébert                              | französischer Offizier und Sportwissenschaftler, Entwickler der Méthode Naturelle                   | 82    |       |
| 2. August  | Josef Mayr                                  | Oberbürgermeister der Stadt Augsburg                                                                | 57    |       |
| 2. August  | Fritz Müller                                | deutscher Maler                                                                                     | 78    |       |
| 2. August  | Hermann Ringle                              | deutscher Politiker (SPD)                                                                           | 75    |       |
| 2. August  | Lasar Segall                                | brasilianischer Maler, Grafiker und Bildhauer                                                       | 66    |       |
| 2. August  | Joe Shulman                                 | US-amerikanischer Jazzbassist                                                                       | 33    |       |
| 2. August  | Carsten Tank-Nielsen                        | norwegischer Marineoffizier, zuletzt Konteradmiral                                                  | 79    |       |
| 3. August  | Devdas Gandhi                               | indischer Journalist und Herausgeber                                                                | 57    |       |
| 03. August | Charles Rose                                | US-amerikanischer Tauzieher                                                                         | 84    |       |
| 3. August  | Richard Stokes                              | britischer Politiker der Labour Party und Mitglied des House of Commons                             | 60    |       |
| 4. August  | Walter Bälz                                 | deutscher Ingenieur und Unternehmer                                                                 | 75    |       |
| 4. August  | John Cain                                   | australischer Politiker, Premier von Victoria                                                       | 75    |       |
| 4. August  | Maria Carmi                                 | italienische Schauspielerin                                                                         | 77    |       |
| 4. August  | Hermann Consten                             | deutscher Mongoleiforscher und Autor                                                                | 79    |       |
| 4. August  | Walter F. George                            | US-amerikanischer Politiker                                                                         | 79    |       |
| 4. August  | Halil Kut                                   | osmanischer Gouverneur und Befehlshaber im Ersten Weltkrieg                                         | 74    |       |
| 4. August  | Washington Luís Pereira de Sousa            | Präsident Brasiliens                                                                                | 87    |       |
| 4. August  | Otto von Zwiedineck-Südenhorst              | österreichischer Volkswirt                                                                          | 86    |       |
| 5. August  | Richard Draemert                            | deutscher Kommunalpolitiker (SPD)                                                                   | 77    |       |
| 5. August  | Martin Elsaesser                            | deutscher Architekt und Hochschullehrer                                                             | 73    |       |
| 5. August  | Justin Gehring                              | deutscher Ringer                                                                                    | 52    |       |
| 5. August  | Joe Hill Louis                              | US-amerikanischer Blues-Musiker                                                                     | 35    |       |
| 5. August  | Vera Wentworth                              | englisch-britische Suffragette                                                                      | 67    |       |
| 5. August  | Heinrich Wieland                            | deutscher Chemiker, Nobelpreis für Chemie 1927                                                      | 80    |       |
| 7. August  | Cornelis De Boer                            | niederländischer Romanist, Mediävist und Sprachwissenschaftler                                      | 77    |       |
| 7. August  | Edmond Delphaut                             | französischer Bildhauer und Maler                                                                   | 65    |       |
| 7. August  | Emil Hadina                                 | österreichisch-sudetendeutscher Schriftsteller und Lehrer                                           | 71    |       |
| 7. August  | Oliver Hardy                                | US-amerikanischer Komiker und Filmschauspieler                                                      | 65    |       |
| 7. August  | August Lüdecke-Cleve                        | deutscher Tier- und Landschaftsmaler                                                                | 88    |       |
| 7. August  | Josef Rings                                 | deutscher Architekt, Stadtplaner und Hochschullehrer                                                | 78    |       |
| 7. August  | Alfred Starosson                            | deutscher Wirtschaftsfunktionär und Politiker (SPD, später SED)                                     | 58    |       |
| 8. August  | Judith Blunt-Lytton, 16. Baroness Wentworth | britische Aristokratin, Züchterin arabischer Pferde und Tennisspielerin                             | 84    |       |
| 8. August  | Hans von Kahlenberg                         | deutsche Schriftstellerin                                                                           | 87    |       |
| 8. August  | André Osterritter                           | deutscher Maler, Grafiker und Karikaturist                                                          | 51    |       |
| 8. August  | Johannes Pfleger                            | deutscher Chemiker                                                                                  | 89    |       |
| 8. August  | Max Thoma                                   | deutscher Gewerkschafter und Politiker (SPD)                                                        | 66    |       |
| 8. August  | Wilhelm (III.) von Urach                    | deutscher Maschinenbauingenieur                                                                     | 59    |       |
| 8. August  | Max Vonroth                                 | deutscher Bankkaufmann und Senator (Bayern)                                                         | 68    |       |
| 9. August  | Leo Bagrow                                  | russischer Kartographiehistoriker                                                                   | 76    |       |
| 9. August  | Carl Clauberg                               | deutscher SS-Arzt                                                                                   | 58    |       |
| 9. August  | Hans Reinhold Lichtenberger                 | deutscher Maler und Zeichner                                                                        | 81    |       |
| 9. August  | Stephan Petróczy von Petrócz                | österreichisch-ungarischer Flugpionier                                                              | 83    |       |
| 9. August  | Herbert Thieß                               | deutscher Diakon, Landesposaunenwart in Mecklenburg                                                 | 70    |       |
| 10. August | Hamilton C. Jones                           | US-amerikanischer Politiker                                                                         | 72    |       |
| 10. August | Ferdinand Jussel                            | österreichischer Politiker (CSP), Landtagsabgeordneter zum Vorarlberger Landtag                     | 50    |       |
| 10. August | Mathilde Kühnert                            | deutsche Politikerin (Zentrum), MdL                                                                 | 82    |       |
| 10. August | Ludwig Reiners                              | deutscher Fabrikant, Kaufmann und Schriftsteller                                                    | 61    |       |
| 10. August | Gisa Wurm                                   | österreichische Schauspielerin                                                                      | 71    |       |
| 11. August | Thomas L. Blanton                           | US-amerikanischer Politiker                                                                         | 84    |       |
| 11. August | Herbert Dorn                                | deutscher Jurist und Wirtschaftswissenschaftler                                                     | 70    |       |
| 11. August | Sonja Georgi                                | deutsche Modefotografin                                                                             | 41    |       |
| 11. August | Norman Boyd Kinnear                         | britischer Zoologe und Ornithologe                                                                  | 75    |       |
| 11. August | Walther Klemm                               | deutscher Maler, Grafiker und Illustrator                                                           | 74    |       |
| 11. August | Herman P. Kopplemann                        | US-amerikanischer Politiker                                                                         | 77    |       |
| 11. August | Archie McDiarmid                            | kanadischer Hammerwerfer                                                                            | 75    |       |
| 11. August | Ludwig Meyer                                | deutscher Kommunalpolitiker (SPD)                                                                   | 71    |       |
| 11. August | Sigismund Schilhawsky von Bahnbrück         | österreichischer General der Infanterie und 1938 Oberbefehlshaber des Österreichischen Bundesheeres | 76    |       |
| 11. August | Rudolf Weigl                                | polnischer Biologe und Mediziner                                                                    | 73    |       |
| 12. August | Maurice Gaudefroy-Demombynes                | französischer Arabist, Islamwissenschaftler und Religionshistoriker                                 | 94    |       |
| 12. August | Ludwig Kratz                                | deutscher Chemiker                                                                                  | 46    |       |
| 12. August | Harry Langewisch                            | deutscher Schauspieler, Hörspielsprecher, Regisseur und Drehbuchautor                               | 62    |       |
| 12. August | Tim Whelan                                  | US-amerikanischer Filmregisseur und Drehbuchautor                                                   | 63    |       |
| 12. August | Chalky Wright                               | US-amerikanischer Boxer im Federgewicht                                                             | 45    |       |
| 13. August | Gerd Briese                                 | deutscher Schauspieler, Regisseur, Intendant und Drehbuchautor                                      | 59    |       |
| 13. August | Edgar Odell Lovett                          | US-amerikanischer Mathematiker                                                                      | 86    |       |
| 13. August | Franz Matzke                                | österreichischer Politiker (SPÖ), Mitglied des Bundesrates                                          | 76    |       |
| 13. August | Julius Mössel                               | deutscher Dekorations- und Kunstmaler                                                               | 85    |       |
| 13. August | Carl Størmer                                | norwegischer Geophysiker und Mathematiker                                                           | 82    |       |
| 14. August | Hugo Birkner                                | deutscher Archäologe, Landeshistoriker, Unternehmer                                                 | 69    |       |
| 14. August | Hans Feichtlbauer                           | österreichischer Architekt                                                                          | 78    |       |
| 14. August | Emil Hoppe                                  | österreichischer Architekt                                                                          | 81    |       |
| 15. August | Harry Gandy                                 | US-amerikanischer Politiker                                                                         | 76    |       |
| 15. August | Johann Sanitzer                             | österreichischer Referatsleiter in der Gestapo Wien                                                 | 52    |       |
| 16. August | William Jowitt, 1. Earl Jowitt              | britischer Politiker (Labour Party), Mitglied des House of Commons                                  | 72    |       |
| 16. August | Friedrich Kronseder                         | deutscher Jesuit                                                                                    | 78    |       |
| 16. August | Irving Langmuir                             | US-amerikanischer Chemiker, Physiker und Nobelpreisträger                                           | 76    |       |
| 16. August | Mizzi Parla                                 | österreichische Operettensängerin und Schauspielerin bei Bühne und Film                             | 70    |       |
| 16. August | Imre Payer                                  | ungarischer Fußballspieler und -trainer                                                             | 69    |       |
| 16. August | Hans Studer                                 | Schweizer Ingenieur                                                                                 | 82    |       |
| 17. August | Mario Albertini                             | italienischer Ruderer und Schwimmer                                                                 | 72    |       |
| 17. August | Ricardo Bermejo                             | chilenischer Radrennfahrer                                                                          | 57    |       |
| 17. August | Alfred Chalousch                            | österreichischer Architekt                                                                          | 74    |       |
| 17. August | Heinrich Lehmann                            | deutscher Krupp-Mitarbeiter und Angeklagter im Nürnberger Krupp-Prozess                             | 53    |       |
| 17. August | Werner Stephan                              | deutscher Polizeifeuerwerker                                                                        | 40    |       |
| 18. August | Ernest Cribb                                | kanadischer Segler                                                                                  | 72    |       |
| 18. August | Aimé Gibaud                                 | französischer Schachspieler                                                                         | 72    |       |
| 18. August | Joe Gould                                   | US-amerikanischer Schriftsteller und Stadtstreicher                                                 | 67    |       |
| 18. August | Minna Köhler-Roeber                         | deutsche impressionistische Malerin                                                                 | 74    |       |
| 18. August | Louis Levy                                  | britischer Komponist und Filmkomponist                                                              | 62    |       |
| 18. August | Johann Hermann Müller-Tschirnhaus           | deutscher Pastor                                                                                    | 89    |       |
| 18. August | Nils Silfverskiöld                          | schwedischer Turner                                                                                 | 69    |       |
| 18. August | Wawrzyniec Żuławski                         | polnischer Komponist                                                                                | 41    |       |
| 19. August | Ernest Charles Ashton                       | kanadischer Generalleutnant                                                                         | 83    |       |
| 19. August | Nikolaus Bernhard                           | deutscher Gewerkschaftsvorsitzender und Politiker (SPD), MdR                                        | 76    |       |
| 19. August | David Bomberg                               | britischer Maler                                                                                    | 66    |       |
| 19. August | Otto Busdorf                                | deutscher Polizist der Kriminalpolizei                                                              |       |       |
| 19. August | Carl Ludwig Dyrssen                         | deutscher Journalist und Schriftsteller                                                             | 69    |       |
| 19. August | Willi Huber                                 | deutscher Montanindustrieller und Manager der Montanindustrie                                       | 77    |       |
| 19. August | Maurice Kraitchik                           | belgischer Mathematiker                                                                             | 75    |       |
| 19. August | Carl-Gustaf Rossby                          | schwedisch-US-amerikanischer Meteorologe                                                            | 58    |       |
| 20. August | Sterling Bunnell                            | US-amerikanischer Pionier der Handchirurgie                                                         | 75    |       |
| 20. August | Edward Evans, 1. Baron Mountevans           | britischer Polarforscher, Admiral                                                                   | 76    |       |
| 20. August | Émile Laffon                                | französischer Rechtsanwalt und Politiker                                                            | 50    |       |
| 20. August | Julio Lozano Díaz                           | Präsident von Honduras                                                                              | 72    |       |
| 20. August | Ludwig Teleky                               | österreichischer Sozialmediziner und Sozialhygieniker                                               | 85    |       |
| 21. August | Mait Metsanurk                              | estnischer Schriftsteller                                                                           | 77    |       |
| 21. August | Henrik Østervold                            | norwegischer Segler                                                                                 | 79    |       |
| 21. August | Nels Stewart                                | kanadischer Eishockeyspieler                                                                        | 54    |       |
| 21. August | Harald Ulrik Sverdrup                       | norwegischer Ozeanograph                                                                            | 68    |       |
| 22. August | Richard Delbrueck                           | deutscher Klassischer Archäologe                                                                    | 82    |       |
| 22. August | Edward Dent                                 | englischer Musikwissenschaftler                                                                     | 81    |       |
| 22. August | Josef Holub                                 | tschechischer Landschaftsmaler                                                                      | 86    |       |
| 22. August | Hans Mauracher                              | österreichischer Bildhauer                                                                          | 72    |       |
| 22. August | Gustav Strohm                               | deutscher Diplomat                                                                                  | 64    |       |
| 23. August | Ernest T. Eaton                             | US-amerikanischer Politiker                                                                         | 79    |       |
| 23. August | Karl Leiter                                 | österreichischer Filmregisseur, Drehbuchautor, Filmdramaturg und Schauspieler                       | 67    |       |
| 23. August | Giovanni Mercati                            | italienischer Kardinal der römisch-katholischen Kirche                                              | 90    |       |
| 23. August | Rudolf Růžička                              | tschechischer Semitist und Arabist                                                                  | 78    |       |
| 23. August | Eugène Schueller                            | französischer Chemiker, Gründer von L’Oréal                                                         | 76    |       |
| 23. August | Hanns Tschira                               | deutscher Fotograf                                                                                  | 58    |       |
| 24. August | Charles Beaulieux                           | französischer Bibliothekar und Romanist                                                             | 85    |       |
| 24. August | Fritz Hillebrand                            | österreichisch-deutscher Motorradrennfahrer                                                         | 39    |       |
| 24. August | Ronald Knox                                 | britischer Theologe, Satiriker und Kriminalschriftsteller                                           | 69    |       |
| 24. August | Boris Wiktorowitsch Tomaschewski            | russischer Literaturwissenschaftler                                                                 | 66    |       |
| 25. August | Hans Hildebrandt                            | deutscher Kunsthistoriker                                                                           | 79    |       |
| 25. August | Leo Perutz                                  | österreichischer Schriftsteller                                                                     | 74    |       |
| 25. August | Adele Reiche                                | deutsche Politikerin (SPD), MdHB                                                                    | 82    |       |
| 25. August | Umberto Saba                                | italienischer Dichter und Schriftsteller                                                            | 74    |       |
| 26. August | Joseph Burr Tyrrell                         | kanadischer Geologe und Paläontologe                                                                | 98    |       |
| 27. August | Ernst Beckmann                              | deutscher Verwaltungsjurist                                                                         | 63    |       |
| 27. August | Melchor de Benisa                           | Generalminister der Kapuziner                                                                       | 86    |       |
| 27. August | Georg Graber                                | österreichischer Volkskundler, Lehrer und Erzählforscher                                            | 75    |       |
| 28. August | Willi Agatz                                 | deutscher Politiker (KPD), MdR, MdL, MdB                                                            | 53    |       |
| 28. August | Gotthold Bohne                              | deutscher Strafrechtler                                                                             | 67    |       |
| 28. August | Bruno Dammer                                | deutscher Geologe                                                                                   | 80    |       |
| 28. August | Hanaya Tadashi                              | japanischer Offizier, General der Kaiserlich Japanischen Armee                                      | 63    |       |
| 28. August | Erich von Neusser                           | österreichischer Filmproduktionsleiter und -produzent                                               | 54    |       |
| 28. August | Erik Tuxen                                  | dänischer Dirigent                                                                                  | 55    |       |
| 29. August | Willy Gartzke                               | deutscher Marineoffizier                                                                            | 80    |       |
| 29. August | Elsie Toles                                 | US-amerikanische Lehrerin, Professorin und Politikerin                                              | 68    |       |
| 30. August | Gottfried Boldt                             | deutscher Rechtswissenschaftler und Hochschullehrer                                                 | 51    |       |
| 30. August | Gustave Combe                               | Schweizer Offizier (Oberstdivisionär)                                                               | 75    |       |
| 30. August | Josep Lluís Facerías                        | spanischer Anarchist, Syndikalist und Widerstandskämpfer                                            | 37    |       |
| 30. August | Walter Fuchs                                | österreichisch-deutscher Chemiker                                                                   | 66    |       |
| 30. August | Harold Gatty                                | australischer Erfinder                                                                              | 54    |       |
| 30. August | Otto Suhr                                   | deutscher Politiker (SPD), MdA, MdB                                                                 | 63    |       |
| 31. August | Wilhelm Becker                              | deutscher Politiker (NSDAP), MdR                                                                    | 65    |       |
| 31. August | Richard Böttger                             | deutscher Politiker (SPD)                                                                           | 84    |       |
| 31. August | Walter Brookmann                            | deutscher Politiker (DVP, CDU), MdB                                                                 | 56    |       |
| 31. August | Arnold Siben                                | Politiker                                                                                           | 75    |       |

## September
| Tag           | Name                                | Beruf, bekannt als                                                                                              | Alter | Beleg |
| ------------- | ----------------------------------- | --- | ----- | ----- |
| 1. September  | Hans Ailbout                        | deutscher Musiker, Musikdirektor und Komponist                                                                  | 78    |       |
| 1. September  | Dennis Brain                        | britischer Hornist                                                                                              | 36    |       |
| 1. September  | Helen Haye                          | britische Theater- und Filmschauspielerin                                                                       | 83    |       |
| 1. September  | Sabine Kalter                       | österreichische Opernsängerin (Mezzosopran, Alt)                                                                | 68    |       |
| 1. September  | Wilhelm Nußelt                      | deutscher Physiker                                                                                              | 74    |       |
| 1. September  | Heinrich Scheller                   | Schweizer Ruderer                                                                                               | 28    |       |
| 1. September  | Henri Springuel                     | belgischer Autorennfahrer                                                                                       | 68    |       |
| 2. September  | Lydia Aadre                         | estnische Sängerin (Sopran)                                                                                     | 53    |       |
| 2. September  | William A. Craigie                  | schottischer Philologe und Lexikograph                                                                          | 90    |       |
| 2. September  | Peter Freuchen                      | dänischer Polarforscher und Schriftsteller                                                                      | 71    |       |
| 2. September  | Louis Mitchell                      | US-amerikanischer Jazz-Schlagzeuger und Bandleader                                                              | 61    |       |
| 2. September  | Fritz Ringwald                      | Schweizer Elektroingenieur und Politiker (LPS)                                                                  | 83    |       |
| 2. September  | Todor Samodumow                     | bulgarischer Pädagoge                                                                                           | 79    |       |
| 2. September  | Nathaniel W. Smith                  | US-amerikanischer Politiker                                                                                     | 83    |       |
| 3. September  | Urselia Díaz                        | kubanische Terroristin                                                                                          | 18    |       |
| 3. September  | Raymond Fellows                     | US-amerikanischer Richter und Politiker                                                                         | 71    |       |
| 3. September  | Jenő Heltai                         | ungarischer Dichter, Schriftsteller und Journalist                                                              | 86    |       |
| 3. September  | Hermann Maria Scholl                | deutscher Bildhauer                                                                                             | 82    |       |
| 4. September  | Sophie Adelheid in Bayern           | Tochter des Herzogs Karl Theodor in Bayern und Maria José von Portugal                                          | 82    |       |
| 4. September  | Richard Harder                      | deutscher Klassischer Philologe                                                                                 | 61    |       |
| 4. September  | Hermann Kastner                     | deutscher Politiker (LDPD), MdV, stellvertretender Ministerpräsident der DDR                                    | 70    |       |
| 5. September  | Heinrich Hönich                     | böhmischer Maler und Grafiker                                                                                   | 83    |       |
| 5. September  | Anne Parrish                        | US-amerikanische Schriftstellerin                                                                               | 68    |       |
| 6. September  | Sergei Jefimowitsch Malow           | russischer und sowjetischer Sprachwissenschaftler, Orientalist und Turkologe                                    | 77    |       |
| 6. September  | Gaetano Salvemini                   | italienischer Politiker, Mitglied der Camera dei deputati, Historiker und Publizist                             | 83    |       |
| 7. September  | Bjørn Helland-Hansen                | norwegischer Ozeanograph                                                                                        | 79    |       |
| 7. September  | Hermann Kickton                     | deutscher Jurist und Amateurpaläontologe                                                                        | 79    |       |
| 7. September  | Curt Stille                         | deutscher Physiker                                                                                              |       |       |
| 7. September  | Leopold Stolz                       | österreichischer Komponist und Dirigent                                                                         | 90    |       |
| 8. September  | Jacob Herle                         | deutscher Unternehmer und Verbandsfunktionär                                                                    | 72    |       |
| 9. September  | Leonard Gibson                      | chilenischer Fußballspieler                                                                                     | 76    |       |
| 9. September  | Lewis M. Long                       | US-amerikanischer Politiker                                                                                     | 74    |       |
| 9. September  | Mohammed el Mokri                   | marokkanischer Politiker                                                                                        |       |       |
| 9. September  | Emil Rameau                         | deutscher Schauspieler und Theaterregisseur                                                                     | 79    |       |
| 9. September  | Josef Schwindling                   | deutscher Künstler                                                                                              | 45    |       |
| 10. September | Alberto Casella                     | italienischer Dramatiker, Drehbuchautor, Regisseur und Politiker                                                | 65    |       |
| 10. September | Walter A. Lynch                     | US-amerikanischer Jurist und Politiker                                                                          | 63    |       |
| 10. September | Oskar Palm                          | schwedischer Fußballspieler                                                                                     | 53    |       |
| 11. September | Viktor Gebhard                      | deutscher Klassischer Philologe und Gymnasiallehrer                                                             | 61    |       |
| 11. September | James H. Kerby                      | US-amerikanischer Farmer, Geschäftsmann und Politiker                                                           | 76    |       |
| 11. September | Eberhard von Kurowski               | deutscher Generalleutnant im Zweiten Weltkrieg                                                                  | 62    |       |
| 11. September | Mary Proctor                        | US-amerikanische Astronomin und Schriftstellerin                                                                |       |       |
| 11. September | Petar Stojanović                    | jugoslawischer Komponist                                                                                        | 80    |       |
| 11. September | John Svanberg                       | schwedischer Langstreckenläufer                                                                                 | 76    |       |
| 11. September | Harry Watson                        | kanadischer Eishockeyspieler und -trainer                                                                       | 59    |       |
| 12. September | Marie Arning                        | deutsche Politikerin (SPD), MdR                                                                                 | 70    |       |
| 12. September | Werner Eplinius                     | deutscher Drehbuchautor                                                                                         | 50    |       |
| 12. September | Ignatz Rosenak                      | deutscher und amerikanischer Rechtsanwalt                                                                       | 59    |       |
| 12. September | Max Steidel                         | deutscher Komponist und Musikwissenschaftler                                                                    | 66    |       |
| 12. September | Bernhard Wielers                    | deutscher Architekt                                                                                             | 60    |       |
| 13. September | Luis Andrés Argaña                  | paraguayischer Politiker und Diplomat                                                                           | 59    |       |
| 13. September | Otto Boris                          | deutscher Kunstmaler und Tierschriftsteller                                                                     | 69    |       |
| 13. September | Wilhelm Diess                       | deutscher Erzähler, Jurist und Theaterdirektor                                                                  | 73    |       |
| 13. September | Arthur Alonzo Hargrave              | US-amerikanischer Journalist sowie Zeitungsherausgeber                                                          | 101   |       |
| 13. September | Sam Mintz                           | US-amerikanischer Drehbuchautor                                                                                 | 60    |       |
| 13. September | Arnold Orgler                       | deutsch-britischer Pädiater                                                                                     | 82    |       |
| 13. September | Heinrich Schroth                    | deutscher Politiker (SPD), MdL                                                                                  | 54    |       |
| 13. September | Mut Steiner                         | deutscher Landwirt                                                                                              | 81    |       |
| 14. September | Alfred Neugebauer                   | österreichischer Theater-, Filmschauspieler und Schauspiellehrer                                                | 68    |       |
| 14. September | Erich Stenger                       | deutscher Chemiker                                                                                              | 79    |       |
| 15. September | Antonio Mediz Bolio                 | mexikanischer Dramatiker, Lyriker, Journalist und Politiker                                                     | 72    |       |
| 15. September | Oswald Rathmann                     | deutscher Heimatdichter                                                                                         | 56    |       |
| 15. September | Erich Röper                         | deutscher Mediziner und Politiker (DVP, FDP), MdHB                                                              | 72    |       |
| 15. September | Karl Vetter                         | deutscher Publizist, Politiker, Verleger und Journalist                                                         | 60    |       |
| 16. September | Günther Bobrik                      | deutscher Philologe, Schauspieler und Regisseur                                                                 | 69    |       |
| 16. September | Qi Baishi                           | chinesischer Maler                                                                                              | 93    |       |
| 17. September | Heinrich Balss                      | deutscher Crustaceologe                                                                                         | 71    |       |
| 17. September | Franz Heinrich Gref                 | deutscher Maler                                                                                                 | 84    |       |
| 17. September | Wilhelm Schröder                    | deutscher Politiker (SPD), Mitglied der Bremer Bürgerschaft                                                     | 92    |       |
| 18. September | Augusto Genina                      | italienischer Filmregisseur und Drehbuchautor                                                                   | 65    |       |
| 18. September | Glafira Iwanowna Okulowa            | russische Revolutionärin                                                                                        |       |       |
| 18. September | Édouard Wattelier                   | französischer Radrennfahrer                                                                                     | 80    |       |
| 19. September | Charles Montague Bakewell           | US-amerikanischer Politiker                                                                                     | 90    |       |
| 19. September | Reginald Aldworth Daly              | kanadischer Geologe                                                                                             | 86    |       |
| 19. September | Friedrich Feldmann                  | deutscher Kommunal- und Landtagsabgeordneter, SPD-Funktionär und Senator                                        | 85    |       |
| 19. September | Heinrich Held                       | deutscher evangelischer Theologe                                                                                | 59    |       |
| 19. September | Fritz Katzmann                      | deutscher SS-Gruppenführer, Generalleutnant der Waffen-SS (Polizei) und Kriegsverbrecher                        | 51    |       |
| 19. September | Marcel Léopold                      | Schweizer Waffenhändler                                                                                         |       |       |
| 19. September | Max Nehrling                        | deutscher Maler und Grafiker                                                                                    | 70    |       |
| 19. September | Alfred Thiele                       | deutscher Bildhauer                                                                                             | 70    |       |
| 20. September | Georg Leisner                       | deutscher Prähistoriker und Archäologe                                                                          | 87    |       |
| 20. September | Adolf Pfleiderer                    | deutscher Unternehmer                                                                                           | 80    |       |
| 20. September | Ewald Sauer                         | deutscher Gewerkschafter und Politiker (DNVP), MdR                                                              | 76    |       |
| 20. September | Florian Schenk                      | deutscher Politiker                                                                                             | 62    |       |
| 20. September | Jean Sibelius                       | finnischer Komponist                                                                                            | 91    |       |
| 20. September | Arno Sorger                         | deutscher Bauingenieur                                                                                          | 79    |       |
| 21. September | Otto Armster                        | deutscher Oberst und Widerstandskämpfer                                                                         | 66    |       |
| 21. September | Otto Bärnreuther                    | deutscher Politiker (SPD), Oberbürgermeister von Nürnberg                                                       | 49    |       |
| 21. September | Ernst Ehlert                        | Landstallmeister am Hauptgestüt Trakehnen                                                                       | 82    |       |
| 21. September | Virgilio Giotti                     | italienischer Dichter und Schriftsteller                                                                        | 72    |       |
| 21. September | Haakon VII.                         | König von Norwegen (1905–1957)                                                                                  | 85    |       |
| 21. September | Walter Kratz                        | österreichischer Architekt                                                                                      | 58    |       |
| 21. September | Bertha Krupp von Bohlen und Halbach | deutsche Besitzerin der Friedrich Krupp AG                                                                      | 71    |       |
| 21. September | Robert H. Lowie                     | US-amerikanischer Anthropologe                                                                                  | 74    |       |
| 21. September | Heinrich Selver                     | deutsch-jüdischer Pädagoge und Sozialarbeiter                                                                   | 55    |       |
| 21. September | Adolf Octave van Kerkwijk           | niederländischer Numismatiker                                                                                   | 84    |       |
| 21. September | Aldo Vergano                        | italienischer Filmregisseur                                                                                     | 66    |       |
| 22. September | Cornelis Bronsgeest                 | niederländischer Opernsänger in der Stimmlage Bariton                                                           | 79    |       |
| 22. September | William Purington Cole              | US-amerikanischer Jurist und Politiker                                                                          | 68    |       |
| 22. September | Josef Firmans                       | deutscher Filmregisseur, Schauspieler, Oberspielleiter und Intendant                                            | 73    |       |
| 22. September | Oliver St. John Gogarty             | irischer Sportsmann, Dichter und Autor, Arzt, Pilot und Abgeordneter im Parlament                               | 79    |       |
| 22. September | Max Lebsche                         | deutscher Arzt, Gegner der Nationalsozialisten                                                                  | 71    |       |
| 22. September | Toyoda Soemu                        | japanischer Admiral und Oberbefehlshaber der Vereinigten Flotte Japans                                          | 72    |       |
| 22. September | Zhou Xuan                           | chinesische Sängerin und Filmschauspielerin                                                                     | 39    |       |
| 23. September | Edmund Wilhelm Braun                | deutscher Kunsthistoriker                                                                                       | 87    |       |
| 23. September | Hermann Entholt                     | deutscher Historiker und Archivdirektor                                                                         | 86    |       |
| 23. September | Otto Flachsbart                     | deutscher Maschinenbauer und als Professor für Maschinenbau Rektor der Technischen Hochschule Hannover (1947... | 59    |       |
| 23. September | Ernst Paraquin                      | königlich-bayerischer, deutscher und türkischer Offizier                                                        | 81    |       |
| 24. September | Ulla Berghammer                     | deutsche Politikerin                                                                                            | 69    |       |
| 24. September | Willi Grewer                        | deutscher Fußballspieler                                                                                        | 24    |       |
| 24. September | Ernst Grohne                        | deutscher Museumsdirektor                                                                                       | 69    |       |
| 24. September | Jakob Pazeller                      | österreichischer Komponist und Militärmusiker                                                                   | 88    |       |
| 24. September | Heinrich Vogt                       | deutscher Neurologe, Psychiater, Balneologe und Rheumatologe                                                    | 82    |       |
| 25. September | Michael Gasteiger                   | bayerischer Kommunalpolitiker                                                                                   | 80    |       |
| 25. September | Josef Franz von Österreich          | österreichischer Erzherzog und Offizier                                                                         | 62    |       |
| 25. September | Fritz Machatschek                   | österreichischer Geograph (Physische Geographie, Geomorphologie)                                                | 81    |       |
| 25. September | Albertine Morin-Labrecque           | kanadische Komponistin, Pianistin und Musikpädagogin                                                            | 71    |       |
| 25. September | Ernst Speidel                       | deutscher Politiker (NSDAP), MdR                                                                                | 78    |       |
| 25. September | Max Westenhöfer                     | deutscher Pathologe und Anthropologe                                                                            | 86    |       |
| 26. September | Badger Clark                        | US-amerikanischer Schriftsteller                                                                                | 74    |       |
| 26. September | Auguste Fauchard                    | französischer Organist, Komponist, Priester und Pädagoge                                                        | 76    |       |
| 26. September | Carl-Siegfried von Georg            | deutscher Marineoffizier, U-Boot-Kommandant im Ersten Weltkrieg                                                 | 71    |       |
| 26. September | Franz Kandler                       | österreichischer Politiker (CS), Mitglied des Bundesrates                                                       | 79    |       |
| 26. September | Wilhelm Kraut                       | deutscher Unternehmer                                                                                           | 82    |       |
| 26. September | Max Ludwig                          | deutscher Bobfahrer                                                                                             | 61    |       |
| 26. September | Karl Patterson Schmidt              | US-amerikanischer Herpetologe                                                                                   | 67    |       |
| 26. September | Fritz Strohmeyer                    | deutscher Romanist und Grammatiker                                                                              | 88    |       |
| 27. September | Serafina Dávalos                    | paraguayische Rechtsanwältin und Frauenrechtlerin                                                               | 74    |       |
| 27. September | Jean de Hauteclocque                | französischer Botschafter                                                                                       | 64    |       |
| 27. September | Georgios Kartalis                   | griechischer Politiker                                                                                          |       |       |
| 27. September | Max Löhrich                         | deutscher Pressefotograf                                                                                        | 74    |       |
| 27. September | Leo Longanesi                       | italienischer Journalist, Verleger, Zeichner, Illustrator und Humorist                                          | 52    |       |
| 27. September | Georg von Müffling genannt Weiß     | preußischer Landrat                                                                                             | 82    |       |
| 27. September | Demetrio Neyra                      | peruanischer Fußballspieler                                                                                     | 48    |       |
| 27. September | Alois Schlögl                       | deutscher Politiker (CSU), MdL, Landwirtschaftsfunktionär, Herausgeber und bayerischer Landwirtschaftsminister  | 64    |       |
| 27. September | Hans Volkmann                       | deutscher Politiker (KPD), MdR                                                                                  | 64    |       |
| 28. September | Alberto Ascoli                      | italienischer Serologe                                                                                          | 80    |       |
| 28. September | Ernst Marboe                        | österreichischer Schriftsteller                                                                                 | 48    |       |
| 28. September | Luis Cluzeau Mortet                 | uruguayischer Komponist und Bratschist                                                                          | 67    |       |
| 28. September | Wilhelm Müller                      | deutscher Politiker (KPD), MdR                                                                                  | 67    |       |
| 28. September | Carl Strauss                        | schweizerisch-US-amerikanischer Maler, Radierer und Illustrator                                                 | 83    |       |
| 28. September | Emma Tirelli                        | italienische Kamaldulenserin und Klostergründerin in Frankreich                                                 | 71    |       |
| 29. September | Emil Berg                           | deutscher Politiker, Bürgermeister von Freising                                                                 | 83    |       |
| 29. September | Elisabeth Heyd                      | deutsche liberale Politikerin des württembergischen Landtages                                                   | 81    |       |
| 29. September | Daisy Parsons                       | englisch-britische Suffragette und Lokalpolitikerin                                                             | 67    |       |
| 29. September | Josef Steib                         | deutscher Maler und Radierer                                                                                    | 59    |       |
| 30. September | Wheeler Dryden                      | britischer Schauspieler                                                                                         | 65    |       |
| 30. September | Otto Ježek                          | tschechischer Dichter                                                                                           | 60    |       |
| 30. September | Hjalmar Johansson                   | schwedischer Wasserspringer                                                                                     | 83    |       |
| 30. September | Ulric Thynne                        | britischer Militär und Polospieler                                                                              | 86    |       |